# Ōhira (Miyagi)
Ōhira (大衡村, Ōhira-mura) est un village du district de Shimohei, dans la préfecture de Miyagi, au Japon.

## Géographie

### Démographie
Au 1er décembre 2015, la population d'Ōhira s'élevait à 5 690 habitants répartis sur une superficie de 60,32 km2.